# 경남대표도서관
경남대표도서관(慶尙南道代表圖書館)은 지방자치법 제114조에 따라 도민 통합형 대표시설로 지역 도서관 발전을 위한 시책을 수립하여 시행하고 이와 관련된 서비스를 체계적으로 지원하기 위하여 설치된 경상남도청 소속기관이다. 경상남도 창원시 의창구 사림로45번길 59에 위치하고 있다.

## 연혁
- 2016. 12. 28. 경남대표도서관 착공
- 2017. 12. 28. 경남대표도서관 준공
- 2018. 02. 12. 경남대표도서관 개관

## 시설 현황

#### 1층
- 장애인자료실
- 연속간행물 자료실
- 대강당
- 전시실
- 북카페
- VR 체험존

#### 2층
- 일반자료실
- 디지털자료실
- 경남자료실
- 멀티미디어실
- 자원봉사자실
- 사서실
- 장비실

#### 3층
- 일반자료실
- 웹툰자료실
- 예비맘
- 공무직대기실
- 사서실
- 휴게공간
- 프로그렘 운영실1

#### 4층
- 휴게공간
- 프로그램 운영실2
- 작은도서관 지원센터
- 회의실
- 관장실
- 자료보존실
- 사무실
- 자료정리실
- 정보통신실

### 어린이관

#### 1층
- 어린이 자료실
- 체험형 동화구연실
- 미로자료실
- 수유실
- 통신실
- 어린왕자자료실
- 비밀자료실
- 좌석열람실

### 청소년관

#### 2층
- 청소년자료실
- 청소년학습실(남)
- 청소년학습실(여)
- 사무실
- 청소년 다목적실
- 물품보관실
- 휴게공간
- 토론실1
- 토론실2

## 이용 안내

### 본관
- 이용시간 : 09시 ~ 18시(주중 일반자료실 I, II : 09시 ~ 20시)
- 이용대상 : 전체 (단, 디지털자료실은 만13세(중학생)이상, 보호자 동반일 경우 초등학생 이용 가능)
- 디지털자료실 예약 안내 1. 당일만 예약가능하며, 매일 09시부터 예약가능 2. 홈페이지나 자료실 입구에 설치된 예약시스템을 통하여 좌석을 배정받은 후 이용가능 3. 예약 및 좌석배정후 10분이내 좌석에서 본인확인을 하지 않을 경우 자동 예약 취소처리 4. 최초 2시간 이내 예약가능하며, 다른 예약자가 없을시 연장 가능하며, 연장은 한차례 1시간 이내 가능 (1일 최대 3시간 이용가능)

### 어린이관
- 이용시간 : 09시 ~ 18시
- 이용대상 : 미취학어린이, 초등학생, 보호자

### 청소년관
- 이용시간 : 09시 ~ 18시(주중 학습실 : 09시 ~ 22시)
- 이용대상 : 만13~24세(대학생 포함)
- 이용방법 : 청소년 회원증 소지자만 이용 가능(회원증 미소지시 출입 불가)

## 같이 보기
- 경상남도청